# Periyasamy Chandrasekaran
Periyasamy Chandrasekaran, né le 16 avril 1957 à Talawakelle et mort le 1er janvier 2010 à Colombo, est un homme politique srilankais.

## Biographie
Diplômé du Highlands College de Hatton, il entre en politique en 1982 en se faisant élire au conseil urbain de Talawakelle-Lindula.
En 1993, il est arrêté en vertu de la loi sur la prévention du terrorisme. L'année suivante, il fonde le parti Up-Country People's Front et se fait élire au Parlement pour le district de Nuwara Eliya. Il sera réélu député en 2004 et demeurera le leader du parti jusqu'à sa mort.
En 2001, il est nommé ministre du Développement des infrastructures et de l'Éradication des inégalités sociales, portefeuille qu'il conserve jusqu'en 2004.